# Château Sant Joan de Tortosa
Le château Sant Joan de Tortosa, ou château de la Zuda, est un ensemble castral situé à Tortosa, dans la province catalane de Tarragone, en Espagne.

## Historique

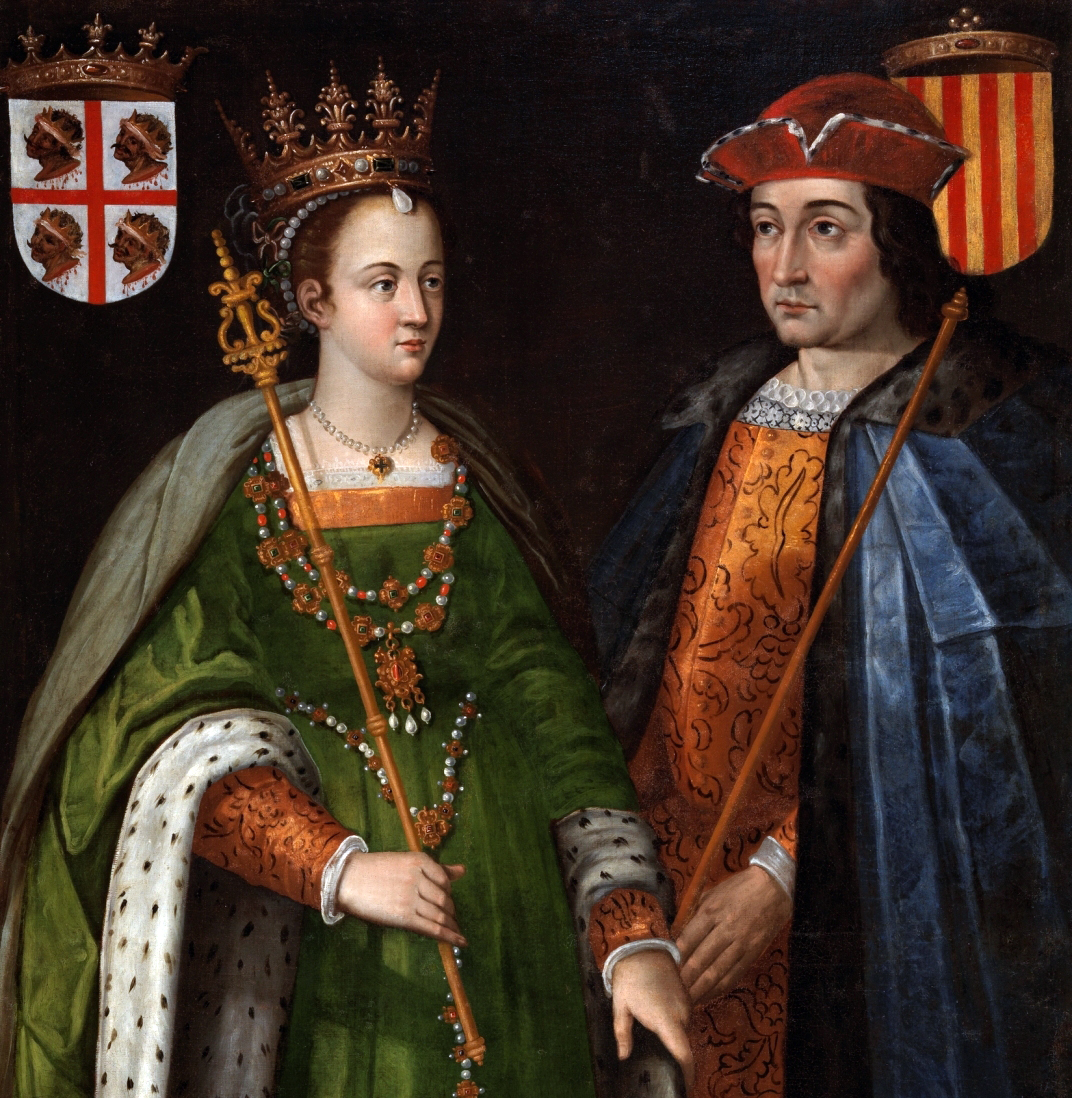
Raymond-Bérenger IV, reconquérant du château, et sa femme Petronille.

Il s'agit d'une impressionnante forteresse, élevée à 59 mètres au-dessus du niveau de la mer. Elle domine la cité et le fleuve. Elle fut classée monument historique en 1988
Les Romains en ont construit les premières murailles, mais ce sont les musulmans, sous le commandement du calife cordouan Abd al-Rahman III, qui ont donné forme à cette fabuleuse construction, et à ses environs. Aujourd'hui sur l'esplanade du Parador (la Zuda), on peut toujours voir un puits de grand diamètre et très profond qui était alimenté par les eaux de l'Èbre voisin: il daterait de l'an 944. D'autres zudas, avec des puits voisins de rivières, peuvent être vus à Saragosse et Lérida. Après l'effondrement du Califat de Cordoue, le château devient le centre d'une éphémère taifa.
Reconquis par le Comte Raimond-Bérenger IV de Barcelone en 1148, le château fut remis aux Montcada et à l'ordre du Temple comme marque de gratitude pour l'aide apportée pendant la bataille. De cette époque, le Parador conserve encore trois superbes cheminées et quatre baies caractéristiques du meilleur gothique catalan.
Depuis 1294, quand la Seigneurie de Tortosa passa sous la domination de la Couronne, la Zuda a été convertie en palais royal, avec l'ajout de nouvelles salles et d'éléments défensifs.          
Après le procès de l'ordre du Temple, et la dissolution de celui-ci, quelques templiers continuèrent à vivre dans la commanderie de Tortosa, avec une pension versée par les Hospitaliers, à qui la forteresse avait été dévolue.
Au Moyen Âge, le château était le siège du Tribunal de Justice. Les constructions médiévales qui ont subsisté sont très dissimulées par les travaux réalisés aux XVIIe et XVIIIe siècles, lors de la fortification des deux collines voisines pour former un dispositif de défense. Le Roi Jacques Ier le Conquérant en fit sa résidence favorite et d'ici, il prépara la reconquête de Morella, de Peníscola et de Burriana.

## Le château
C'est un château millénaire, gardien de la riche histoire de la cité. De ses restes, on a extrait une pierre, avec écriture coufique, qui cite des versets du Coran. Ibères, romains et arabes ont laissé leurs traces dans le sous-sol. Des documents, armes et fers à chevaux se cachaient au fond du puits.
Dressé sur un promontoire qui domine la ville, il est bâti en pierre crue et pierre de taille sur une terrasse. L'ensemble est défendu par une solide muraille flanquée de nombreuses tours aux formes diverses. Au centre de l'édifice, bordant une vaste place d'armes, se dresse un grand corps de logis de style gothique. Le donjon situé à l'extrémité de ce corps se détache par sa hauteur. C'est l'un des rares éléments à avoir conservé ses merlons, quoique l'enceinte possède toujours son parapet.